# 竜華区 (深圳市)
竜華区（りゅうか-く）は中華人民共和国広東省深圳市に位置する市轄区。発足前は宝安区の一部であった。

## 概要
人口137万人超、面積176平方キロメートルの区である。

## 歴史
2011年12月30日、深圳市宝安区より竜華新区として独立した。2016年中華人民共和国国務院の公文「国函[2016] 159号」により、市轄区の竜華区として設置された。

## 行政区画
- 街道：観湖街道、民治街道、竜華街道、大浪街道、福城街道、観瀾街道

## 交通
- 広深港高速鉄道 廈深線、深湛線（中国語版）
- 深圳地下鉄
  - 4号線、5号線、6号線（建設中）

## 健康・医療・衛生
- 深圳市人民医院龍華分院
- 龍華区人民医院
- 龍華区中心医院

## 施設
- 観瀾人民公園